# قلعه بردی (الیگودرز)
قلعه بردی، روستایی از توابع بخش مرکزی شهرستان الیگودرز در استان لرستان ایران است.
اهالی این روستا از ایل میوند ، طایفه عیسوند هستند

## جمعیت
این روستا در دهستان پاچه لک شرقی قرار دارد و براساس سرشماری مرکز آمار ایران در سال ۱۳۸۵، جمعیت آن ۲۱۰ نفر (۳۹خانوار) بوده‌است.